# Oddział Faustyna Grylińskiego

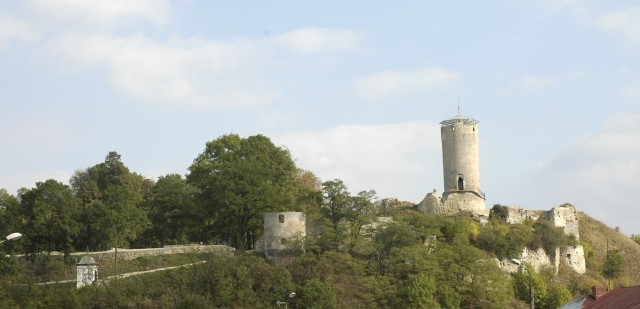
Iłża

Oddział Faustyna Grylińskiego – partia powstańcza okresu powstania styczniowego.
Oddział został sformowany na terenie dawnego województwa sandomierskiego. Jego dowódcą był mjr Faustyn Gryliński.
Na początku kwietnia 1863 Gryliński przybył wraz z oddziałem do lasów iłżeckich na wezwanie Dionizego Czachowskiego jako naczelnika wszystkich sił województwa sandomierskiego. Oddział liczył wówczas 240 strzelców, 150 kosynierów i 60 koni jazdy.
18 kwietnia 1863 na słabo zabezpieczony obóz Grylińskiego pod Brodami uderzyła kolumna wojsk rosyjskich pod dowództwem mjra Klewcowa i całkowicie go rozgromiła. Sam Gryliński przebywał w tym czasie pod Wąchockiem w odwiedzinach u córki zawiadowcy rządowych hut żelaza. Z jego oddziału zostało jedynie 80 niedobitków.